# Tramway d'Innsbruck
Le tramway d'Innsbruck est un réseau de tramway desservant la ville d'Innsbruck, capitale du Tyrol, en Autriche. La première ligne de tramway, à traction à vapeur, a été mise en service en 1891.
Le réseau est exploité par l'IVB, pour Innsbrucker Verkehrsbetriebe, société publique gérant une partie des transports en commun de la ville. Il compte quatre lignes.

## Réseau actuel

### Le matériel roulant

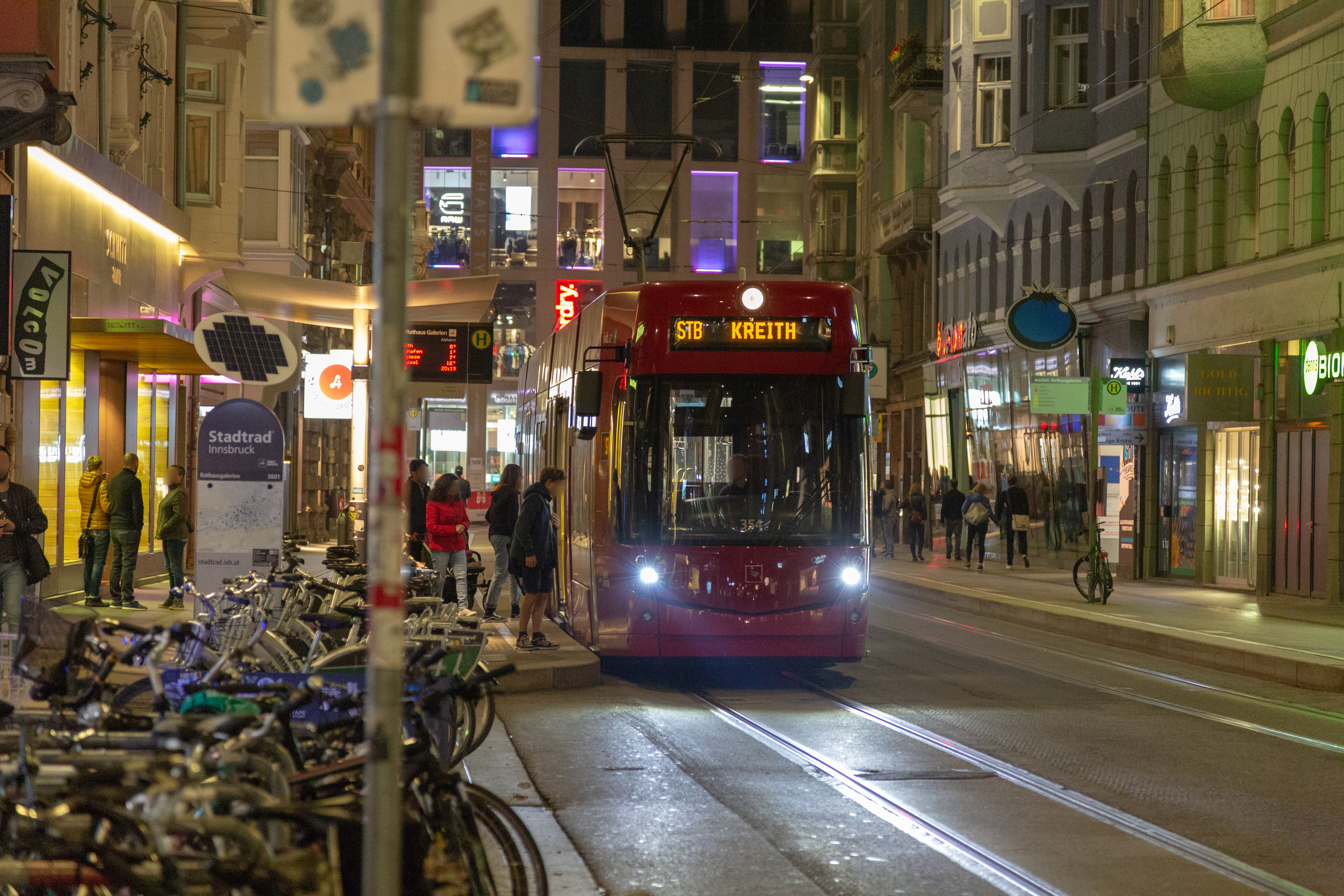
La rame 354 arrêté à Rathausgalerien sur l'Anichstraße.

Le réseau dispose de 32 rames Bombardier Flexity Outlook, livrées entre 2007 et 2009. Dans le cadre de l’extension du réseau, fin 2015 le réseau commande 20 rames Bombardier Flexity 2 pour une livraison débutant en 2017.